# Simon Bensow

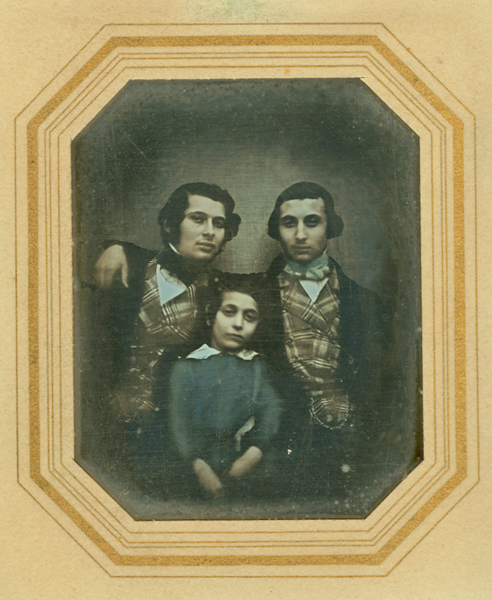
Daguerrotyp av Simon Bensow till vänster, 20 år gammal, tillsammans med sina bröder Eugen och Alfred 1848.

Simon Constantin Bensow, född den 12 mars 1828 i Sankt Petersburg, död den 30 mars 1918, var en svensk tandläkare, far till Victor Bensow, farbror till Oscar Bensow.
Bensow tog tandläkarexamen i Stockholm 1851, och var initiativtagare till den Skandinaviska tandläkareföreningen 1866, och blev Svenska tandläkaresällskapets ordförande 1866, och dess hedersledamot 1885. År 1867 blev han hovtandläkare. Han valde 1872 att flytta till Helsingfors.
Bensow arbetade för att åstadkomma en förbättrad tandläkarundervisning och arbetade även för en bättre ordning i utövandet av tandläkarkonsten såväl i Sverige som senare i Finland.